# Liste der belgischen Minister der öffentlichen Arbeiten
Das Ministerium der öffentlichen Arbeiten (Ministerie van Openbare Werken) wurde am 13. Januar 1837 als sechstes Ministerium Belgiens eingerichtet. Durch die Dritte belgische Staatsreform von 1988 bis 1989 wurde die Zuständigkeit für diesen Bereich den Regionen übertragen. Mit Königlichem Beschluss vom 27. Juni 1990 wurde das Ministerium aufgehoben.

## Liste der belgischen Minister der öffentlichen Arbeiten

### Von 1837 bis 1899
- 1837–1840 Jean-Baptiste Nothomb (liberal)
- 1840–1841 Charles Rogier (liberal)
- 1841–1843 Léandre Desmaisières (katholisch)
- 1843–1845 Adolphe Dechamps (katholisch)
- 1845–1846 Constant d'Hoffschmidt (liberal)
- 1846–1847 Georges de Bavay (katholisch)
- 1847–1848 Walthère Frère-Orban (liberal)
- 1848–1850 Hippolyte Rolin (liberal)
- 1850–1855 Emile Van Hoorebeke (liberal)
- 1855–1857 Auguste Dumon (liberal)
- 1857–1859 Joseph Partoes (liberal)
- 1859–1867 Jules Vander Stichelen (liberal)
- 1868–1870 Alexandre Jamar (liberal)
- 1870 Victor Jacobs (Katholische Partei)
- 1870 Jules Joseph d’Anethan (Katholische Partei)
- 1870–1871 Armand Wasseige (Katholische Partei)
- 1871–1873 François Moncheur (Katholische Partei)
- 1873–1878 Auguste Beernaert (Katholische Partei)
- 1878–1882 Charles Sainctelette (liberal)
- 1882–1884 Xavier Olin (liberal)
- 1884      Auguste Beernaert (Katholische Partei)
- 1884–1888 Alphonse de Moreau (Katholische Partei)
- 1888–1899 Léon De Bruyn (Katholische Partei)

### Von 1900 bis 1991
- 1899–1907 Paul de Smet de Naeyer (Katholische Partei)
- 1907–1910 Auguste Delbeke (Katholische Partei)
- 1910–1911 Joris Helleputte (Katholische Partei)
- 1911–1912 Aloys van de Vijvere (Katholische Partei)
- 1912–1918 Joris Helleputte (Katholische Partei)
- 1918–1921 Edward Anseele (Belgische Werkliedenpartij BWP)
- 1921–1925 Albéric Ruzette (Katholische Partei)
- 1925–1926 Alfred Laboulle (Parti Ouvrier Belge POB)
- 1926–1929 Henri Baels (Katholische Partei)
- 1929–1932 Jules Van Caenegem (Katholische Partei)
- 1932–1934 Gustave Sap (Katholische Partei)
- 1934      Pierre Forthomme (liberal)
- 1934–1935 Frans Van Cauwelaert (Katholische Partei)
- 1935–1936 Hendrik de Man (BWP)
- 1936–1938 Joseph Merlot (POB)
- 1938–1939 August Balthazar (BWP)
- 1939      Hendrik Marck (Katholische Partei)
- 1939–1940 Arthur Vanderpoorten (liberal)
- 1940      Léon Matagne (POB)
- 1943–1944 August Balthazar (Belgische Socialistische Partij BSP)
- 1944–1946 Herman Vos (BSP)
- 1946–1947 Jean Borremans (Kommunistische Partij van België KPB)
- 1947–1949 Oscar Behogne (Parti social chrétien PSC)
- 1949–1950 Auguste Buisseret (liberal)
- 1950      Albert Coppé (Christelijke Volkspartij CVP)
- 1950–1954 Oscar Behogne (PSC)
- 1954–1955 Adolphe Van Glabbeke (liberal) (Öffentliche Arbeiten und Wiederaufbau)
- 1955–1958 Omer Vanaudenhove (liberal) (Öffentliche Arbeiten und Wiederaufbau)
- 1958      Paul Meyers (CVP) (Öffentliche Arbeiten und Wiederaufbau)
- 1958–1961 Omer Vanaudenhove (liberal) (Öffentliche Arbeiten und Wiederaufbau)
- 1961–1965 Jean-Joseph Merlot (PSB)
- 1965–1973 Jos De Saeger (CVP)
- 1973–1974 Alfred Califice (PSC)
- 1974–1976 Jean Defraigne (Parti de la Liberté et du Progrès en Wallonie PLPW)
- 1976–1977 Louis Olivier (Parti de Réformes et de la Liberté en Wallonie  PRLW)
- 1977–1980 Guy Mathot (PSB)
- 1980–1981 Jos Chabert (CVP)
- 1981–1988 Louis Olivier (Parti réformateur libéral  PRL)
- 1988      Paula D’Hondt (CVP)
- 1989–1992 Jos Dupré (CVP) (Staatssekretär)